# Фацер, Эдвард
Эдвард Фацер (фин. Edvard Fazer, нем. Eduard Alexander Fazer; 29 июля 1861, Гельсингфорс, Великое княжество Финляндское, Российская империя — 26 июня 1943, Хельсинки, Финляндия) — финский пианист, дирижёр и импресарио швейцарского происхождения. Брат Карла Фацера, основателя кондитерской компании Fazer, и Конрада Георга Фацера (1864—1940), основателя музыкального торгового дома и издательства Musiikki-Fazer.
Учился в Санкт-Петербургской консерватории, а после 1885 — в Вене у Теодора Лешетицкого, в Веймаре у Бернхарда Ставенхагена и в Берлине у Ксавера Шарвенки. Гастролировал по Европе, в 1899—1901 гг. сопровождал как аккомпаниатор Карла Григоровича в мировом турне (Африка, Америка, Дальний Восток). По возвращении переключился преимущественно на работу импресарио, организуя выступления в Финляндии ведущих российских исполнителей — в том числе Шаляпина, Рахманинова, Александра Зилоти. В 1908 г. организовал первые западные гастроли Русского Императорского балета (балетной труппы Мариинского театра) с участием Анны Павловой.
В 1911 г. совместно с выдающейся певицей Айно Акте и Вяйнё Сола,  основал в Хельсинки постоянно действующий оперный театр (ныне Финская национальная опера) и до 1938 г. возглавлял его.